# Louis Lang (Unternehmer)
Louis Lang (* 2. November 1861 in Porrentruy; † 13. August 1937 ebenda, katholisch, heimatberechtigt in Hämikon) war ein Schweizer Uhrenfabrikant.

## Leben
Louis Lang kam am 2. November 1861 in Porrentruy als Sohn des Uhrengehäusemachers Jacob Lang und seiner Frau Marianne, geborene Merlin, zur Welt. Nach dem frühen Tod seiner Mutter lebte Louis Lang bei seinem Onkel, dem Uhrenfabrikanten Jules Merlin. Er absolvierte zunächst eine Lehre als Uhrengehäusemacher, bevor er sich im Jahr 1887 selbstständig machte. Mit der finanziellen Unterstützung seines Onkels, bei dem er weiterhin wohnte, spezialisierte er sich auf Uhrengehäuse aus Silber.
Um das Jahr 1900 baute er eine neue Fabrik in Pruntrut und begann, Uhrenschalen aus Metall mit Walzvergoldung (Walzgold-Doublé) zu fertigen. Als einer der Ersten forcierte er die Produktion von Gehäusen aus rostfreiem Stahl, später auch von wasserdichten Gehäusen. Daneben fungierte Louis Lang bis 1933 als Präsident der Fédération suisse des fabricants de boîtes de montres en argent. Louis Lang verstarb am 13. August 1937 in Pruntrut.
Das Unternehmen Louis Lang SA, das seit 1918 eine Aktiengesellschaft ist, blieb in Familienbesitz und beschäftigte 1947 200, 1978 270 sowie 1997 420 Mitarbeiter.